# Архіпова Олеся Василівна
Олеся Василівна Архіпова (нар. 18 березня 1990, Макіївка) — українська громадська діячка, фасилітаторка, правозахисниця та тренерка. Модераторка методики «театр пригноблених». Героїня одного із нарисів книги «Знедолені? Нездоланні».

## Життєпис
Народилася 18 березня 1990 року в місті Макіївці Донецької області. Дочка Василя Архіпова, добровольця батальйону територіальної оборони Донецької області «Донбас», який загинув у бою з терористами біля села Карлівки.
Протягом 2007—2013 років вивчала бухгалтерський облік і аудит у Донецькому національному університеті; у 2016—2018 роках навчалась за магістерською програмою з управління неприбутковими організаціями в Українському католицькому університеті; у 2019—2021 роках — за програмою з процесуальної психології в Українському інституті процесуальної психології.

### Діяльність

#### 2015—2017
23 липня 2015 року заснувала Громадську організацію «Д. О. М. 48/24» в рамках якої допомагала отримувати гранти на розвиток бізнесу та запуск малого підприємництва для внутрішньо переміщених осіб, а також реалізувала низку проєктів.
2017 року обіймала посаду операційної директорки ГО «СТАН» — координувала роботу команди та проєктів, займалась фінансовим менеджментом, документообігом, розвитком організації, комунікацією з партнерами та особистим розвитком членів команди. Того ж року стала фіналісткою програми OPEN WORLD (дослідження досвіду громадянської освіти, штат Колорадо, США).
Брала участь в дослідницькій акції «Відкритий діалог про Європейські цінності в Україні». На запит відділу культури Мелітополя проводила партисипативне культурне мапування міста для формування культурної стратегії. Проводила стратегічні планування для громадських організацій та громадських об'єднань у напрямках: постановка цілей, аналіз роботи, фасилітація визначення бачення та шляху реалізації.

#### 2018—2019
Тренерка з гендерної рівності та недискримінації в проєкті МОМ (Міжнародна організація з міграції). Модераторка (джокерка) / фасилітаторка проєкту «Одна з нас» від ГО «Театр для діалогу» в співпраці з агенцією ООН-Жінки. У березні 2019 року надала доповідь в рамках фінальної зустрічі по проєкту CEDAW в Дії, де озвучила ключові рекомендації до законодавчого процесу стосовно ліквідації всіх форм дискримінації щодо жінок.
Сприяла покращенню відносин між регіонами України: проводила тренінги «Active citizens 2.0», акція «Відкритий діалог у день Європи», проєкт «Український Букет Народів», «День толерантності у Франківську» та інше. Була однією з фахівців, що проводили дослідження громади методом картування громади «Лисичанськ, Кременчук, Дрогобич, Мелітополь інтеркультурний путівник».

#### 2020—2023
Під час епідемії Covid-19, допомагала розвивати команди та стратегії в бізнес сфері через роботу з українським бізнесом, та просвітницьку діяльність. Зокрема, розробила метод роботи з командою для стратегування — карта команди. Упродовж 2020—2021 років була запрошеною гостею на телебаченні, як головний виконавчий директор компанії SECTOR F, де розповідала про особливості ведення бізнесу та особистісного сприйняття та реагування на різноманітні ситуації у ролі керівника. На початку березня 2023 року провела ребрендинг своєї компанії Sectof F в Arkhipova Advisory та перейшла з фасилітації до навчання компаній мислити стратегічно.
У 2022 році стала директоркою із комп'ютерної безпеки (CSO) компанії 727.ventures, одним з напрямків якої є побудова Web 3.0-компаній. Компанії працюють над інфраструктурними проєктами, протоколами та інструментами, що пришвидшують перехід бізнесу до Web 3.0. Венчурна студія є партнером японської компанії, що будує парачейн Astar network, СЕО якої водночас є радником міністра Японії.
У 2022 році компанія представляла екосистему Polkadot на Web Summit. Було презентовано три компанії: 727.ventures, Brushfam та Dedali. Студія 727.ventures ініціювала прибуття на форум найбільшого Web 3.0-стенда (Polkadot booth).
Після початку повномасштабного російського вторгнення у 2022 році, надала серію інтерв'ю з порадами малому та середньому бізнесу щодо адаптації стратегій в умовах війни. У 2023 році Arkhipova Advisory та БФ «ДобраДія» об'єдналися для проведення благодійного заходу для підтримки креативних дітей України. Також Олеся всіляко допомагає ВПО, зокрема бізнесу, якому довелося переїхати із зони бойових дій.